# Лањ
Лањ (блр. Лань; рус. Лань) белоруска је река која тече преко територије Минске и Брестске области и лева притока реке Припјат (део басена реке Дњепар).
Река Лањ извире у близини села Горбуни на подручју Капиљске греде на југу Минске области. У средњем и доњем делу тока тече преко Припјатског Полесја. Корито је готово у целости канализовано, а стабилан ниво воде у реци је регулисан градњом вештачког језера Лактиши.
Укупна дужина водотока је 161 km, а површина сливног подручја 2.190 km². Просечан проток у зони ушћа на годишњем нивоу је 11,3 m³/s. Ширина реке у горњем делу тока варира између 4 и 8 метара, док се у доњем делу тока креће до 20 метара. Обала је доста ниска са максималним висинама до 2 метра и тресетаста (местимично песковита), а обалска равница има ширину од 600 до 1.000 метара. 
На обалама реке Лањ налази се град Клецк.